# Bewijs door gevalsonderscheiding
Een bewijs door gevalsonderscheiding of bewijs door uitputting, is een wiskundige bewijsvoering waarbij de te bewijzen stelling in verschillende gevallen wordt geknipt, die elk afzonderlijk worden bewezen. De gevallen waarin de wiskundige stelling wordt opgeknipt moeten wel uitputtend zijn, het moet duidelijk zijn dat alle gevallen zijn te noemen en te onderscheiden. Wanneer dan is aangetoond dat de stelling voor alle gevallen geldt, is de stelling zelf daarmee bewezen.
Voorbeelden
- De stelling dat voor ieder natuurlijk getal {\displaystyle n} geldt dat {\displaystyle n(n+1)} even is. Om dit te bewijzen kan men onderscheid maken tussen het geval dat {\displaystyle n} even of oneven is. Is {\displaystyle n} even, dan is {\displaystyle n(n+1)} dat als veelvoud van {\displaystyle n} ook. Is {\displaystyle n} oneven dan is {\displaystyle n+1} even en is {\displaystyle n(n+1)} dus als veelvoud van {\displaystyle n+1} ook even.
- Het eerste bewijs dat door Appel en Haken in 1976 werd gegeven van de vierkleurenstelling. Zij onderscheidden 1936 gevallen, waarvan zij met behulp van de computer de kleurbaarheid met 4 kleuren aantoonden.
- TC Hales heeft in 2005 met behulp van gevalsonderscheiding het vermoeden van Kepler bewezen, dat er een dichtste bolstapeling is.[1]
- Iedere derde macht van een geheel getal kan óf door negen worden gedeeld, óf is een negenvoud plus een, óf een negenvoud min een.[2][3]